# MeinVZ
meinVZ (Abkürzung für mein Verzeichnis) ist eine Online-Community und neben studiVZ und dem im Jahr 2013 eingestellten schülerVZ ein Projekt der VZ Netzwerke. Das soziale Netzwerk wurde im Februar 2008 gegründet und ist das dritte der drei VZ-Netzwerke. Es wurde auf Basis des Projekts studiVZ für Nicht-Studenten entwickelt. Die Website war am 31. März 2022 abgeschaltet worden, seit 2023 existiert jedoch ein Nachfolger namens meinvz.eu.

## Geschichte
Nach der Gründung von studiVZ und dessen Ableger schülerVZ gab es ab 28. Februar 2008 meinVZ, um eine Plattform für Nicht-Studenten zu bieten, die dennoch im studiVZ registriert waren. Vom ersten Tag an wurde das studiVZ mit meinVZ verbunden und gab den Nutzern des Studenten-Projekts ohne erneute Registrierung die Möglichkeit, zu meinVZ zu wechseln.
Mit studiVZ und meinVZ wurden erstmals zwei Plattformen durch eine Schnittstelle verbunden, sodass – sofern vom einzelnen Mitglied individuell gestattet – auf Profile von beiden Seiten zugegriffen werden kann. Mit der Plattform schülerVZ bestand eine solche Verbindung aus Jugendschutzgründen nicht. Auch Verbindungen zwischen den verschiedensprachigen Plattformen gab es nicht. meinVZ erreichte nach Angabe der FAZ im Juni 2009 3,17 Millionen Mitglieder, von denen jedoch viele nach einer großangelegten „Umzug“-Aktion hierher gewechselte ehemalige studiVZ-Nutzer waren.
Zum 20. Januar 2009 wurden die Plattformen für Spanien, Italien, Frankreich und Polen eingestellt.
meinVZ war aufgrund des nicht festgelegten Profils vergleichbar mit Plattformen wie werkenntwen oder Lokalisten.de, hatte jedoch den Verhaltenskodex, die Änderungen der Allgemeinen Geschäftsbedingungen und die technischen Verbesserungen von studiVZ übernommen.
2023 wurde meinVZ neugestartet. Das Netzwerk erhielt hierbei diverse Überarbeitungen und neue Features.

## Funktionen
Das System zählt zur sogenannten Sozialen Software. Es bietet unter anderem die folgenden Funktionen:
- Die Wahl eines Wohn- oder Herkunftsortes, an dem der Nutzer bzw. die Nutzerin lebt. Die Auswahl war nicht optional und auch bei ausgeblendeten Profilen sichtbar.
- Erstellung eines Profils mit der Möglichkeit, vielfältige Angaben zu machen (Berufsstatus, Bildungsstatus, Kontaktdaten, Interessen, Hobbys usw.).
- Funktion zur Suche nach anderen Benutzern, auch über die in Profilen hinterlegten Interessen sowie bereichsübergreifend auch beim Ableger studiVZ.
- Anzeige von Verbindungen (Kontakte) zwischen im System registrierten Mitgliedern.

Weitere Einstellungen, die ebenso im Ableger studiVZ zu finden sind:
- Bildung von Gruppen mit Gruppen-Diskussionsforen, zeitweise über eine Million. Die Themen der Gruppe waren vollkommen frei wählbar und variierten von konkreten Problemstellungen bis zu reinen über den Namen formulierten witzigen Statements. Jedes Mitglied konnte einer gewissen Anzahl Gruppen beitreten.
- Erstellen von Fotoalben und Hochladen von Fotos.
- Gruscheln
- Foto-Tagging
- Melden
- Ignorieren
- Video-Serie „Pietshow“
- Buschfunk
- Umzugs-Service ins studiVZ